# Pachuca de Soto
Pachuca de Soto (röviden Pachuca) város Mexikóban, Hidalgo állam fővárosa. Lakossága 2010-ben meghaladta a 256 000 főt.

## Földrajz

### Fekvése
A település a Vulkáni-kereszthegység hegyei között épült fel körülbelül 2400 méteres tengerszint feletti magasságban. Bizonyos részei a hegyek közti medencében terülnek el, de vannak utcái, amik már felkapaszkodnak a meredek hegyoldalakra is. Délkeleten egybeépült Mineral de la Reforma község több kisebb városával. A csapadék egyenetlen eloszlása miatt Pachucának állandó vízfolyásai nincsenek, csak néhány időszakos patak, például a San Pablo és a Derrame de Presa.

### Éghajlat
A város éghajlata meleg, de nem forró (mexikói viszonylatban még hűvösnek is számít), és viszonylag száraz. Minden hónapban mértek már legalább 25 °C-os meleget, a rekord elérte a 40 °C-ot is. Az átlagos hőmérsékletek a januári 11,3 és a májusi 16,6 fok között váltakoznak, fagy ősztől tavaszig előfordul. Az évi átlagosan 412 mm csapadék időbeli eloszlása nagyon egyenetlen: a júniustól szeptemberig tartó 4 hónapos időszak alatt hull az éves mennyiség több mint 60%-a.
| Hónap                                   | Jan. | Feb. | Már. | Ápr. | Máj. | Jún. | Júl. | Aug. | Szep. | Okt. | Nov. | Dec. | Év   |
| --------------------------------------- | ---- | ---- | ---- | ---- | ---- | ---- | ---- | ---- | ----- | ---- | ---- | ---- | ---- |
| Rekord max. hőmérséklet (°C)            | 35,0 | 29,0 | 28,4 | 40,0 | 32,0 | 33,0 | 27,0 | 27,0 | 27,0  | 27,0 | 26,0 | 25,0 | 40,0 |
| Átlagos max. hőmérséklet (°C)           | 19,8 | 20,7 | 23,0 | 24,6 | 24,1 | 22,0 | 20,7 | 20,8 | 20,5  | 20,4 | 20,0 | 19,7 | 21,4 |
| Átlaghőmérséklet (°C)                   | 11,3 | 12,1 | 14,3 | 16,2 | 16,6 | 15,7 | 15,0 | 14,8 | 14,5  | 13,6 | 12,1 | 11,6 | 14,0 |
| Átlagos min. hőmérséklet (°C)           | 2,8  | 3,4  | 5,6  | 7,8  | 9,2  | 9,4  | 9,2  | 8,8  | 8,4   | 6,9  | 4,2  | 3,5  | 6,6  |
| Rekord min. hőmérséklet (°C)            | −9,0 | −6,0 | −7,0 | −2,0 | 1,0  | 0,0  | 2,0  | 3,0  | −2,0  | −3,0 | −6,0 | −7,0 | −9,0 |
| Átl. csapadékmennyiség (mm)             | 9    | 8    | 14   | 33   | 58   | 70   | 70   | 49   | 58    | 25   | 11   | 7    | 412  |
| Forrás: Servicio Meteorológico Nacional |      |      |      |      |      |      |      |      |       |      |      |      |      |

## Népesség
A település népessége a közelmúltban folyamatosan növekedett, csak egy alkalommal csökkent:
| Év   | Lakosság |
| ---- | -------- |
| 1990 | 174 013  |
| 1995 | 209 996  |
| 2000 | 231 602  |
| 2005 | 267 751  |
| 2010 | 256 584  |

## Története

### Nevének eredete
A Pachuca szó eredete máig nem tisztázott, több elmélet is létezik rá. Van, aki szerint a „szűkség, keskenység” jelentésű pachoa szóból ered, mások azt vélik, a „kormány székhelye” jelentésű pachoacanból, de vannak akik szerint gyárak (patlachiucan) vagy könnyek (a choctia szóból) helye volt eredetileg. Van olyan forrás is, ami szerint a patlachi jelenti a kormányzást, és ennek, valamint a „hely” jelentésű can szónak az összetétele miatt jelenti a kormányzás helyét. Baltazar Medina 1682-ben megjelent Crónica de la Santa Provincia de San Diego című művében arról ír, hogy a helyiek a tepeachoacan szó eltorzított változatát, a pachoacant használják, méghozzá „a hadsereg helye” jelentéssel. Olyan elmélet is létezik, miszerint a patli („gyógyszer”), a chihua („készít”) és a can szavakból tevődött össze, és így azt jelenti, hogy a hely, ahol gyógyszereket készítenek. De mivel a patlani szó repülő tárgyat jelent, ezért akár azt is jelentheti, hogy hely, ahol repülő dolgokat készítenek.

### A spanyol hódítás előtt
A mai település környéke már az őskorban is lakott volt: a Cerro de las Navajas csúcsnál nyílvégeket, obszidiánból készült reszelőket és 14 000 éves mamutmaradványokat találtak a régészek, valamint a község több pontján más, ugyancsak a környék egyik legfontosabb kincséből, obszidiánból készült eszközöket is. A Pachuca vidékén talált kerámiaedények (főként fazekak és mozsarak) leggyakrabban fehér alapon fekete és sárga–vörös színekkel vannak díszítve; ezt annak ellenére neveznek ma vaszték stílusnak, hogy inkább a metztitláni birodalomra volt jellemző, ami ezek szerint a mai település vidékére is kiterjedt. A vörös alapon fekete díszítésű mozsarak, tálak és pulqués poharak viszont a Mexikói-völgy északi részének, azon belül is a texcocói régió kultúrájának hatását mutatják.
I. e. 2000 környékén az addig vadászó és gyűjtögető életmódot folytató lakókat felváltották a letelepedett, mezőgazdaságból élő népek. A vidék azóta is folyamatosan lakott, megtalálhatók a nyomai a teotihuacani kultúrának és a toltékoknak is, de jelen voltak az egymással ellenséges otomik és csicsimékek is, közülük az utóbbiak 1182-ben szilárdították meg végleg hatalmukat az általuk Cuauhtlalpannak nevezett vidéken, ahova a település is tartozott. 1430-ban Pachuca Tenochtitlan uralma alá tartozott, a hagyomány szerint ebben az időszakban kezdődött meg a környékbeli bányák kiaknázása.

### A spanyol hódítás utáni évszázadok
Egy 1527-ből származó dokumentum alapján sokáig tartotta magát az a nézet, hogy Pachucát az a Francisco Téllez hódította meg 1524 körül, aki 1519-ben Hernán Cortésszel együtt érkezett meg az Újvilágba. Ám később kiderült, hogy a dokumentumot utólag meghamisították, eredetileg szó sem volt benne Pachuca városáról.
A környék gazdag bányáit a spanyolok 1552 körül fedezték fel, a következő években emiatt sorra érkeztek a településre a letelepedő bányamunkások, akiknek köszönhetően 1560-ra az 1550-es népesség – mintegy megnégyszereződve – 2200 fő körülire nőtt. A bányászat történetének egyik fontos eseménye, hogy 1555-ben a Sevillából származó Bartolomé de Medina az itteni Purísima Concepción nevű haciendán (később Purísima Chicának nevezték, ma a városi teniszklub központja) kidolgozta a később évszázadokon át használt higanyos ezüstkinyerési módszerét, a Beneficio de Patiót. A következő évszázadokban a település lakossága folyamatosan nőtt, ám területe kicsi maradt; egy 18. század végi leírás emellett azt is kiemeli, hogy a lakók többsége írni-olvasni nem tudó bányamunkás.

### Függetlenség, 19. század

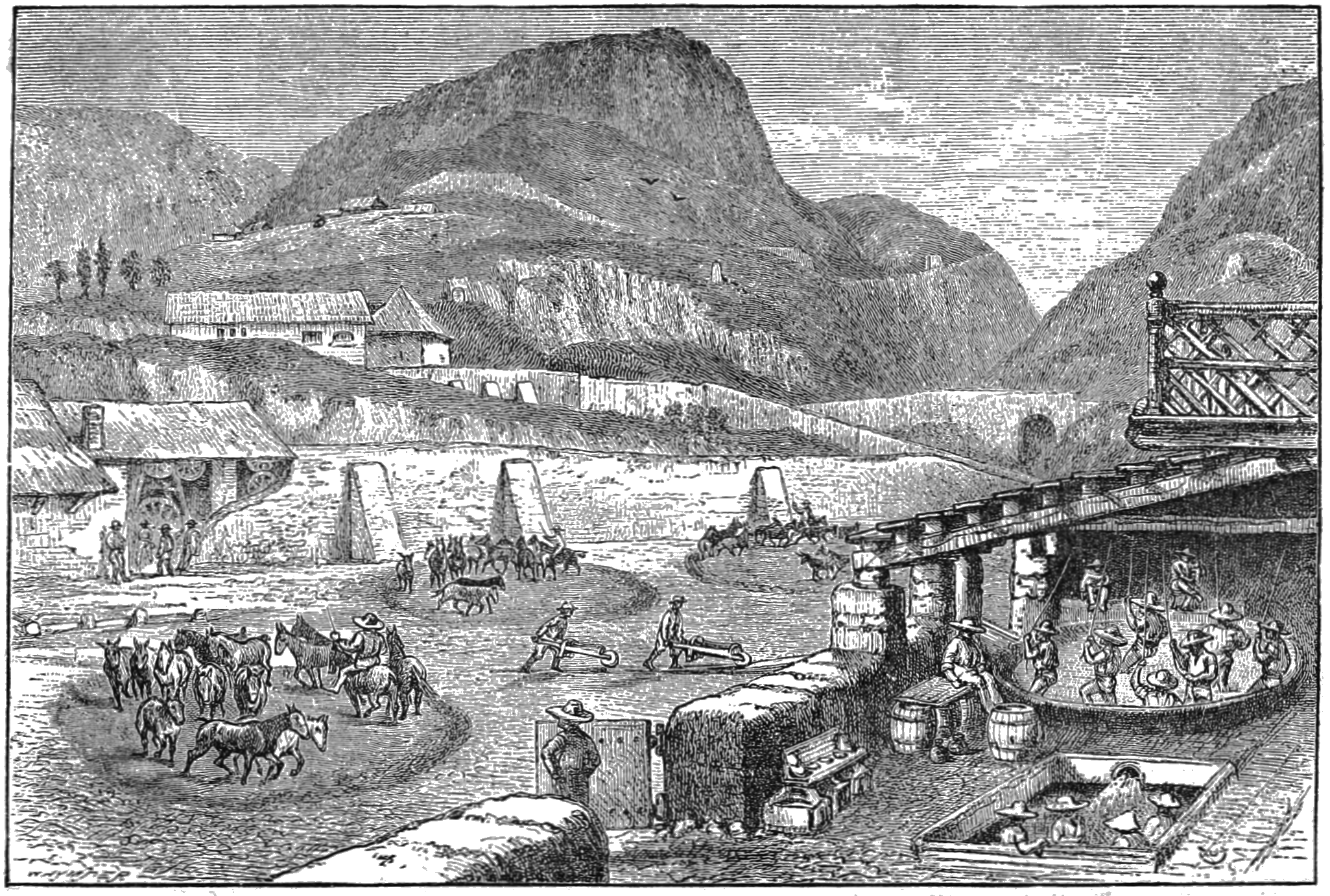
Pachucai ezüstbánya a 19. században

A 19. század elején zajló mexikói függetlenségi háborúnak nem voltak jelentős eseményei Pachucában, ám ez idő alatt, jelesül 1813-ban szerezte meg a település a ciudad rangot, miután Francisco de P. Villaldea befizetett 3000 pesót. A függetlenség elérése után az 1824-es alkotmány értelmében a város és környéke a hatalmas kiterjedésű México államhoz tartozott. Ez idő tájt kaotikus állapotok uralkodtak, az ipar és a bányászat romokban hevert, csak a mezőgazdaság működött úgy-ahogy. 1824-ben azonban Regla harmadik grófja angoloknak adta bérbe a bányákat, akik egészen 1848-ig működtették azokat, majd eladták egy mexikói cégnek. A munka 1850-ben indult újra, a város ismét növekedésnek indult.

### 20. század
A forradalom idején élelmiszerhiány és szegénység jellemezte Pachucát. A helyi bányásztársaságok kis kartondarabokat hoztak forgalomba pénz gyanánt, 5, 10, 20, 25 és 50 centavó értékben, melyeknek a nép a zöld, a papagáj, a rózsa és a galamb („verde”, „perico”, „rosa” és „paloma”) neveket adta. A forradalom utolsó erőszakos eseményei 1915 elején történtek, amikor a szomszédos Real del Monténél csata zajlott le, majd a villista Martínez y Martínez tábornok bevonult a városba.

Az UAEH egyetem központi épülete

A forradalom utáni évtizedek a hanyatláséi voltak. Az ezüst ára jelentősen csökkent a világpiacon, ezért a helyi bevételek is csökkentek. Ráadásul folytatódtak a zavaros politikai és katonai események is: 1924. január 2-án például a delahuertista Marcial Cavazos tábornok csapatai szállták meg a települést, majd elmenekültek, és 10-én újra betörtek a városba. A következő években számos ház maradt üresen, már-már az összeomlásuktól kellett tartani, a környező területeken azonban a parasztok birtokokat kaptak, és elkezdtek kialakulni a mai külvárosok. A hanyatlás mellett azonban a fejlődés apró jelei is megnyilvánultak: 1937-ben felépült például a La Surtidora-, 1939-ben pedig a Benito Juárez-piac, valamint tudományos-irodalmi intézet is nyílt.
Az 1940-től 1965-ig tartó időszaknak csak az elejét jellemezte a hanyatlás. A nagy veszteségek és a magas háborús költségek miatt 1947-ben az akkori amerikai bányatulajdonosok kénytelenek voltak eladni a bányákat Mexikó államnak. A magas munkanélküliség azonban felgyorsította az elvándorlást, Pachucában sokáig évi 1% alatt volt a népesség növekedése, mialatt az országban sokkal gyorsabban gyarapodott a lakosság. Néhány intézmény azonban ekkor is létrejött, például 1942-ben nyitotta meg kapuit a Benito Juárez normáliskola. 1943 januárjában azonban lebontották a régi Bartolomé de Medina-színházat, helyére pedig egy nagy, jellegtelen épületet emeltek, ami megbontotta a Plaza Independencia tér egységes látképét. 1956-ban lebontották a Hidalgo vasútállomást is, helyén jött létre a következő évben a később a város egyik fő központjává vált Plaza Juárez nevű tér. Az állomáshoz tartozó vasúti területeken pedig 1958-ban felépült az első lakótelep, a Colonia del Periodista, amit a következő években egyre több követett.
1961. március 3-án a tudományos és irodalmi intézetből megalakult az állam egyeteme, az UAEH, ahol eleinte jogászokat és mérnököket, később már kereskedelmi és egészségügyi szakembereket is képeztek. A következő évtizedekben a város újra fejlődésnek indult, a lakosság is növekedni kezdett.

## Turizmus, látnivalók

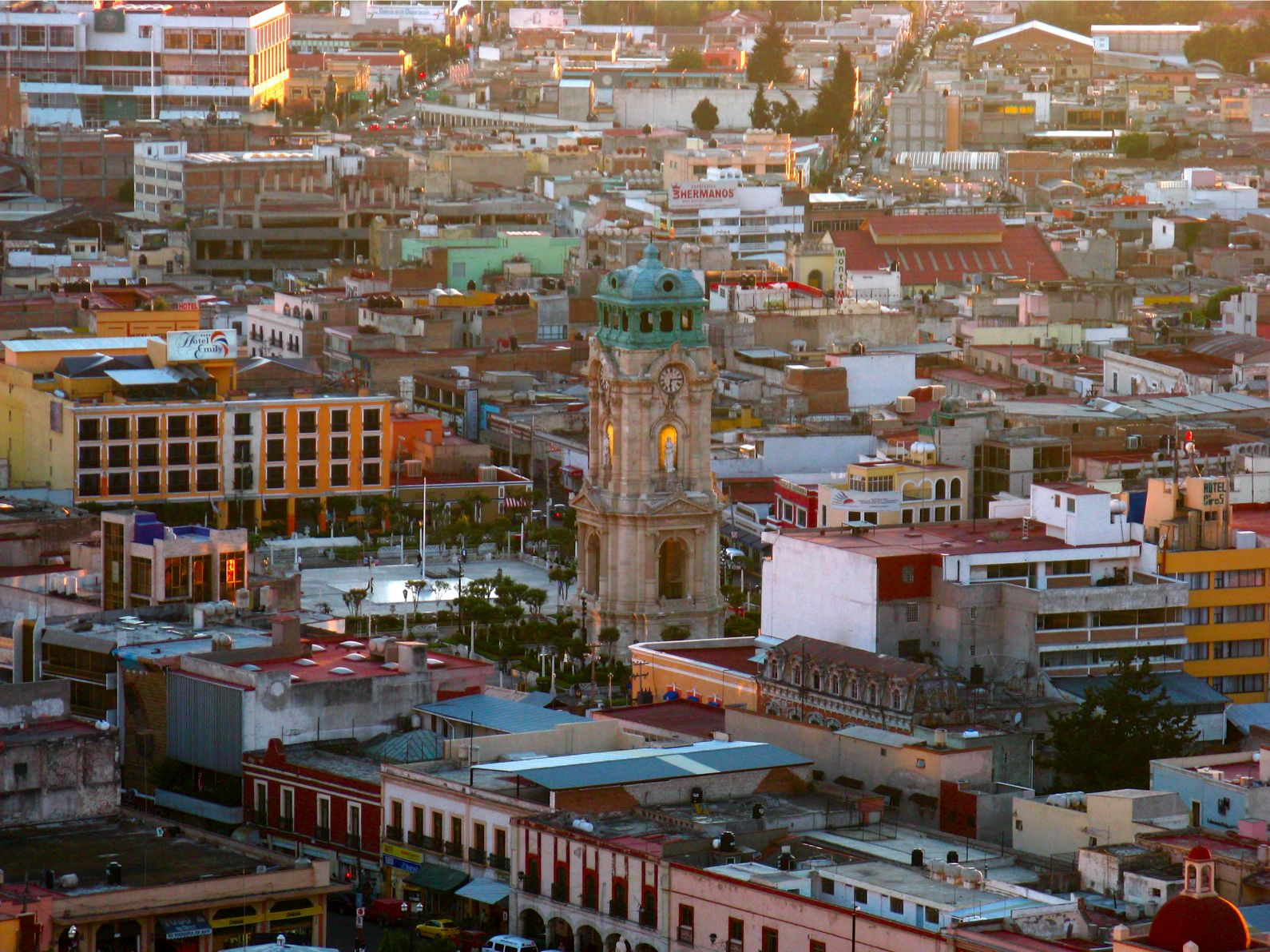
A városközpont az óratoronnyal

A városban számos múzeum és műemlék várja a látogatókat. Pachuca egyik jelképének számít a függetlenségi háború kitörésének 100. évfordulója alkalmából 1910. szeptember 15-én felavatott, 40 méter magas óratorony. A Szent Ferenc-templomot és egykori kolostort 1596-ban alapították, az építkezés 1660-ban fejeződött be. Jelentős műemlék még a La Asunción-kápolna, a 20. század elejéről származó metodista templom, az 1902-ben épült, klasszicista stílusú Bancomer-épület, a 19. századi Casa del Conde Rule nevű ház és a 17. századi Edificio de las Cajas Reales. Három legfontosabb emlékműve Miguel Hidalgóra (az állam névadójára), Benito Juárezre és a gyermekhősökre emlékezik.
Múzeumai közül kiemelkedik a főként az állam történetét bemutató Museo Regional de Historia, a Nemzeti Fényképészeti Múzeum, az állam és a nemzet történelmével egyaránt foglalkozó Museo Histórico, a bányászati múzeum, az ásványmúzeum, a főként a fiataloknak szóló interaktív Museo El Rehilete, valamint a Hidalgo nevű planetárium.

## Sport
A település az otthona Mexikó egyik első labdarúgóklubjának, az 1901-ben alapított CF Pachucának, ami miatt a települést a „mexikói labdarúgás bölcsőjének” is nevezik. A Tuzos („tasakospatkányok”) becenevű együttes stadionjában, az Estadio Hidalgóban 2011-ben U17-es világbajnoki mérkőzéseket is rendeztek.